# Motorola RAZR
Motorola RAZR (ook wel Razor genoemd) is een mobieletelefoonserie uitgebracht door de Amerikaanse fabrikant Motorola, en maakt deel uit van de 4LTR-lijn.

## Geschiedenis
De eerste telefoon uit de RAZR-lijn werd ontwikkeld in juli 2003 en op de Amerikaanse markt gebracht in het derde kwartaal van 2004. Door zijn opvallend en vooral dun ontwerp werd deze telefoon op de markt gebracht als een zogenaamde fashion phone. De telefoon werd echter pas een succes nadat de prijs werd verlaagd. In juli 2006 waren er al 50 miljoen telefoons van de RAZR-serie verkocht.
Vier jaar na de introductie van de RAZR-lijn had Motorola meer dan 130 miljoen telefoons verkocht, waardoor het een van de best verkochte clamshelltelefoonserie ter wereld werd. Tot aan de introductie van de RAZR2-serie in juli 2007 heeft Motorola actief geadverteerd met de RAZR-serie. De RAZR2-serie werd op de markt gezet als een telefoon met meer mogelijkheden, verbeterde audiokwaliteit, en een aanraakgevoelig secundair scherm. De nieuwe modellen werden op de markt gebracht onder de naam V8, V9 en V9m. Het succes van de RAZR2-serie bleef echter uit. Het aantal verkochte toestellen in de RAZR2-serie was, mede door de introductie van de iPhone, de helft lager in vergelijking met de verkoop van de eerste RAZR-serie in eenzelfde tijdsspanne.
Motorola's marktpositie kwam echter na verloop van tijd in de problemen, doordat het te veel de nadruk legde op de basisprincipes van de RAZR-lijn. Hierdoor kwamen er relatief weinig tot geen nieuwe innovaties op de almaar veranderende markt. Fabrikanten als RIM, Apple, en LG die de nadruk legden op de introductie van telefoons uitgerust met touchscreen en 3G lieten een duidelijke groei zien. Hierdoor daalde Motorola's marktaandeel onder het niveau van Samsung en LG. Uiteindelijk heeft het voornemen van Motorola om de RAZR-lijn te gebruiken als middel om meer marktaandeel te vergaren ertoe geleid dat er zware verliezen werden geboekt op de mobieletelefoondivisie van de fabrikant.
In oktober 2011 heeft Motorola de RAZR nieuw leven ingeblazen met een nieuwe op Google Android gebaseerde smartphone genaamd Droid RAZR (kortweg RAZR).

## Modellen
Motorola heeft sinds 2004 een aantal modellen uitgebracht in de RAZR-lijn. De modellen waren tot voor kort altijd gekenmerkt als zogenaamde clamshelltelefoons, maar de introductie van de op Android gebaseerde RAZR heeft ook dit typische kenmerk van de RAZR-lijn doen veranderen naar een zogenaamd "barmodel".

### Motorola RAZR V3
De V3 werd in de Verenigde Staten geïntroduceerd in het derde kwartaal van 2004. Het ontwikkelingsteam van de RAZR-lijn maakte bewuste keuzes in design waardoor de V3 zich op de mobieletelefoonmarkt onderscheidde van de diverse concurrerende modellen. Zo was de V3 de dunste clamshelltelefoon op de markt, en kenmerkte het toestel zich verder met een elektroluminescent numeriek toetsenbord gemaakt uit een enkele laag metaal. Daarnaast gebruikte de telefoon een standaard mini-USB-aansluiting die gebruikt werd voor het opladen van de accu, het aansluiten van de headset en de datatransmissie tussen telefoon en computer. Dit alles werd uitgevoerd in een aluminium behuizing met aan de voorkant een extra scherm ter notificatie van gemiste oproepen en tekstberichten.
De Motorola V3 kreeg een aantal negatieve kritiekpunten over zich heen. Een veelgehoord probleem was het ophopen van stof tussen het plastic scherm en het lcd-glas. Dit probleem werd door Motorola toegewezen aan een knop aan de zijkant van het scherm. Het oplossen van het probleem was echter alleen mogelijk als de behuizing losgemaakt werd en een vervangend plastic scherm werd geplaatst.

#### Matte Black-versie

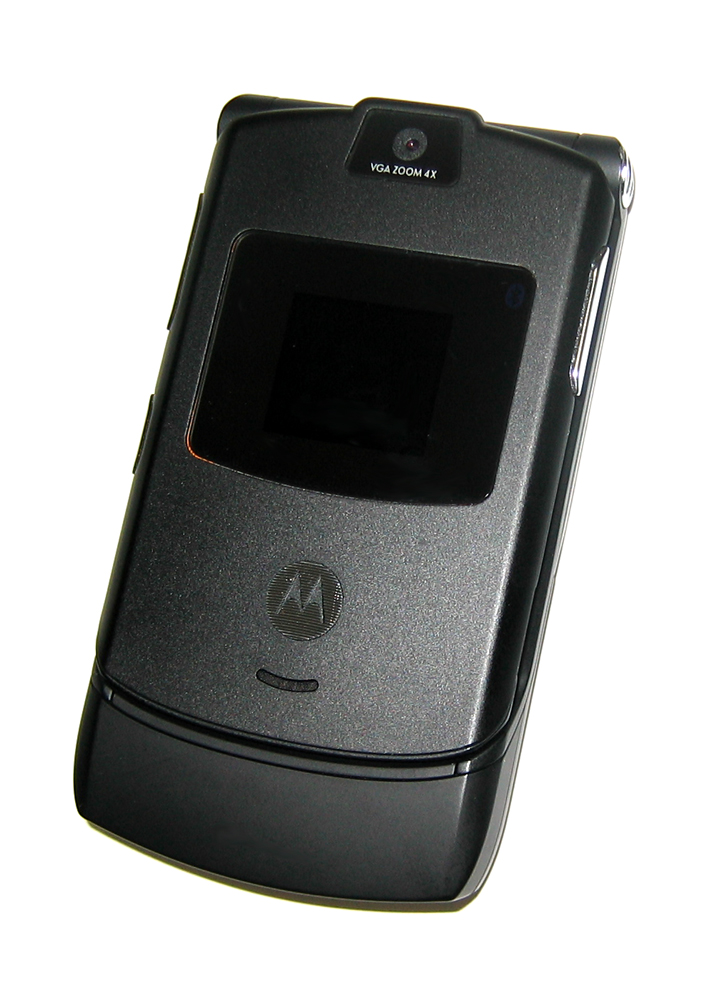
Black RAZR v3

Ter ere van de 77ste Oscaruitreiking werd er door Motorola een speciale zwarte versie van de V3 uitgebracht. Deze werd in de zogenaamde "Oscar giftbags" meegegeven aan bezoekers van de uitreiking. De telefoon werd begin mei 2005 uitgebracht, en werd initieel alleen bij een aantal providers in de Verenigde Staten uitgebracht. Wereldwijd was de zwarte V3 echter verkrijgbaar bij iedere provider.

#### Hot Pink-versie
De eerste roze versie van de Motorola V3 werd in oktober 2005 getoond, echter deze speciale uitgave werd pas beschikbaar in juni 2006 en was onder andere verkrijgbaar in de Verenigde Staten bij de provider T-Mobile onder de naam RAZR V3 magenta. De kleuren werden gekozen in samenwerking met T-Mobile daar magenta de officiële kleuren zijn van het moederbedrijf Deutsche Telekom. De V3 Magenta werd buiten de Verenigde Staten echter ook wel de V3 pink genoemd.

#### Miami Ink Collection
Op 30 oktober 2006 werd er in samenwerking met T-Mobile een nieuwe V3 geïntroduceerd.

#### MS500
Motorola bracht ook een versie van de V3 uit in Zuid-Korea op 1 juni 2005. Het uiterlijk van de MS500 was nagenoeg hetzelfde als de V3 die wereldwijd uitgebracht werd, de telefoon werd echter speciaal aangepast om gebruik te maken van het CDMA-netwerk van SK Telecom in plaats van het GSM-netwerk, dat veelal gebruikt werd. Ook was het de eerste RAZR zonder uitbreidbaar geheugen, bluetooth en simkaart, mede doordat Motorola Korea een mobiel netwerk had ontwikkeld voor de wereldwijde acceptatie van het GSM-netwerk.
De telefoon had daarnaast ook een 1,3 megapixelcamera, kon video's opnemen, had 80 MB intern geheugen en diverse gebruiksvriendelijke opties zoals een Mobiel Blog, Yogalessen en een Dieetdagboek. Het toestel kwam naast de bovengenoemde kleuren ook nog uit in de kleur limoen groen. Op 8 februari 2006 introduceerde Motorola Korea een opvolger op de MS500 genaamde de MS600 (ook wel de Z genoemd).

#### V3re
De Motorola RAZR V3re (ook wel bekend als de V3_06) was het eerste model van Motorola uitgerust met ondersteuning voor EDGE en Crystal Talk-technologie. Het was nagenoeg identiek aan de originele V3. Deze werd echter net als de Koreaanse MS500 uitgebracht zonder geheugenkaartslot, en met een VGA 4X-zoom-camera. De telefoon kenmerkte zichzelf doordat hij ietwat dikker uitgevoerd was dan de originele V3, een zwart Motorolalogo op de cover had in plaats van het metalliek zilveren logo, en een nieuwere versie van de software (R3442A). De V3re werd alleen uitgebracht in de Verenigde Staten bij T-Mobile, AT&T, in Canada bij Rogers en Fido en in Brazilië bij Vivo. De telefoon werd uitgebracht in de kleuren "Orchid Pink", zilver en "Stone grey".

### V3r/V3t
De V3r- en V3t-modellen werden in de Verenigde Staten verkocht door onder andere T-Mobile en AT&T (voorheen Cingular), en in Canada door onder andere Rogers Wireless. Deze modellen zijn identiek aan de V3 en de V3i. Een belangrijk verschil met deze is echter dat in de V3r en V3t gebruikgemaakt werd van Motorola's Digital Audio Player in plaats van iTunes voor het afspelen van audiobestanden. T-Mobiles V3r bood daarnaast ook nog de mogelijkheid om zogenaamde "voice notes" op te nemen met als centrale opslagmedium de voicemail. Een aanpassing in het SEEM maakte het echter mogelijk om de voice notes ook lokaal op de telefoon op te slaan. De voice notes werden gelimiteerd tot een maximum van twee minuten per bestand, en werden opgeslagen als .avr-bestanden op het geheugen van de telefoon. Door een aanpassing door te voeren in het SEEM-systeem was het wel mogelijk om de maximale bestandsgrootte te verhogen zodat er ook langer opgenomen kon worden.
T-Mobiles V3t had een intern telefoongeheugen van 10 MB (inclusief alle systeembestanden). Dit geheugen was verdeeld over een A- en C-partitie. Het geheugen op de A-partitie (dat om en nabij 2 MB was) werd gebruikt voor systeembestanden en logobestanden van onder andere de telecomprovider. Partitie A was ook de centrale opslaglocatie voor de voice-recordbestanden. Partitie C, die 5,5 MB groot was, bood opslag aan de gebruikersbestanden, foto's, geluiden, video's, tekstbestanden, kalender, het algehele telefoonboek, Java-applets en webcache. De V3r en V3t die verkocht werden door T-Mobile werden uitgerust met op Java gebaseerde software die ondersteuning bood aan T-Mobiles MyFaves-abonnement. De gebruiker was in staat om met externe software de Javasoftware en/of systeembestanden te verwijderen om meer ruimte vrij te maken op de telefoon.

### V3i
De V3i werd geïntroduceerd in november 2005, en verbeterde enkele punten van de originele RAZR V3. Zo had de V3i een betere camera (1,23 megapixel) met 8x digitale zoom, een verbeterd intern en extern scherm, en bood het ondersteuning voor microSD-kaarten tot een maximum van 1 GB. De V3i is functioneel gelijk aan Motorola's V635-model. De V3i werd op de markt geïntroduceerd in een versie met ondersteuning voor iTunes (V3im) en een versie met ondersteuning voor Motorola's eigen Digitial Audio Player (DAP). De V3i met iTunes ondersteuning had een beperking van 50 of 100 audiobestanden afhankelijk van welke versie gekocht werd. De DAP-versie had deze beperking echter niet.
Het design van de telefoon was ook een stuk veranderd ten opzichte van de V3. In 2005 werd er door Motorola een samenwerking aangegaan met Dolce & Gabbana voor de introductie van de speciale RAZR V3t Gold-editie. Er werden maar 1.000 telefoons gemaakt van dit model, en tegen een hogere prijs verkocht.
Op 1 juni 2006 werd er wederom een limited edition van de RAZR V3t Gold uitgebracht in samenwerking met Dolce & Gabbana, die werd geleverd met een D&G-telefoonhouder, een gesigneerde leren pouch, een bluetooth-hoofdtelefoon en FM-oordopjes. Deze versie werd uitsluitend verkocht bij Premium Motorolaverkooppunten en de Dolce & Gabbana-winkels.
De V3i werd uitgebracht in een grote variatie aan kleuren, waaronder:
- Silver Quartz (standaardkleur)
- Gunmetal Grey
- Gold Plate (Speciale DG-editie)
- Donkerbblauw
- Kastanjebruin
- Violet
- Orchidee
- Black for (PRODUCt)RED (speciale uitvoering voor het (Product)RED-programma.)
- Platina
- Rood
- Chroomgroen
- Chroompaars
- Limoengroen

De Motorola RAZR V3i werd wereldwijd geïntroduceerd in november 2005. De V3i DG-editie was echter uitsluitend verkrijgbaar in de Verenigde Staten.

### CDMA-versies
Daar in de Verenigde Staten door diverse providers gebruikgemaakt wordt van het CDMA-netwerk, bracht Motorola een aantal exclusieve modellen op de markt die alleen bestemd waren voor de Amerikaanse markt. Deze modellen werden veelal onder een ander modelnummer ook in de rest van de wereld geïntroduceerd, echter alleen met ondersteuning voor het GSM-netwerk.

#### V3c
Op 21 november 2005 lanceerde Motorola de V3c, een CDMA2000-versie van de RAZR-lijn. In Amerika werd de telefoon als eerste geïntroduceerd bij de providers Alltel en Sasktel. Op 7 december 2005 sloot Verizon zich aan bij de providers. In tegenstelling tot de modellen bij Alltel en Sasktel, werd het model van Verizon uitgevoerd met een aantal geblokkeerde functionaliteiten (zie voor meer informatie de RAZR2000-serie).
In januari 2006 introduceerden het Canadese Telus, Bell Mobility en Aliant Mobility, de Venezolaanse providers Movistar en Movilnet, en het Braziliaanse Vivo de V3c in het assortiment. De RAZR V3c ondersteunde de CDMA2000 1xRTT en 1xEV-DO third generation wireless-technologie. De originele V3c werd uitgevoerd in de kleur antraciet. Later werd een speciale versie in het roze toegevoegd aan het assortiment.

#### V3m
De Motorola V3m werd op de markt gebracht als RAZR CDMA-versie. De telefoon, die een upgrade van de V3c was, had een microSD-kaartslot voor kaartjes tot een maximum van 2 GB. Daarnaast had hij een krachtigere batterij en 40 MB intern geheugen. De telefoon kwam uit in het zilver, roze en rood. Dit model werd in Europa niet uitgebracht, daar in Europa gebruikgemaakt wordt van GSM- in plaats van CDMA-netwerken. In Europa werd een aangepaste versie van de V3m uitgebracht onder het typenummer V3x. Deze bood precies dezelfde verbeteringen en mogelijkheden als de V3m met het grote verschil dat deze versie uitgebracht werd voor GSM-netwerken.

#### Verizon RAZR2000
Het Amerikaanse Verizon bracht de V3m op de markt in een aangepaste vorm. Op deze telefoon was het bijvoorbeeld onmogelijk om bestanden via bluetooth (via het OBEX-protocol) te verzenden en/of ontvangen. Daarnaast had de provider ook de functionaliteit geblokkeerd om bestanden (zoals ringtones) met de bijgeleverde USB-kabel te versturen van en naar een computer.
De RAZR2000-series werden voorzien van een speciale software voor CDMA-telefoons genaamd Binary Runtime Environment for Wireless (BREW), dat werd geschreven door de Amerikaanse fabrikant Qualcomm. Deze software gaf alle actieve software op de telefoon een zogenaamd Electronic Serial Number (ESN), zodat de software alleen op de betreffende telefoon gebruikt kon worden, en niet verplaatst kon worden op andere telefoons.
De RAZR2000 werd uitgevoerd met ondersteuning voor .WMA-bestanden. Deze werden op het verwisselbaar geheugen geplaatst. Motorola had echter een beperking op de externe geheugenkaarten geplaatst. De telefoon kon geheugenkaarten van maximaal 2 GB aan, de muziekspeler kreeg echter maar 600 MB van deze opslagcapaciteit tot zijn beschikking. De oordopjes werden op deze telefoon via een mini-USB naar 3,5mm-adapter aangesloten.

#### V3m Red-editie
De Amerikaanse provider US Cellular en Sprint sloten in 2006 een samenwerking met Motorola af waarin een speciale Productred-editie van de RAZR uitgebracht werd. Deze telefoon werd uitgevoerd met de Motorola H500-bluetoothheadset, en droeg bij aan het Global Fund programma dat opgezet werd om het leven van vrouwen met kinderen leidend aan aids in Afrika te verbeteren. Deze telefoon werd in Europa uitgebracht als de Motorola Productred V3i SLVR met H3-bluetoothheadset.

#### VE20
De RAZR VE20 was de opvolger van de V3m, en tevens een CDMA-uitvoering van de telefoon. Naast het QVGA-beeldscherm, het extern scherm met virtuele toetsen, 2MP-camera, stereo-bluetooth en een microSD-slot met een maximum tot 8 GB kaarten bood deze telefoon ook alle nieuwe functies van de Motorola RAZR2 V9m-series.

### V3x
In maart 2005 werd door Motorola de V1150 aangekondigd. Later werd deze geadverteerd als de nieuwe Motorola RAZR V3x. Deze telefoon had naast een groter scherm ook een 2,0 megapixelfoto/videocamera aan boord. Daarnaast had de telefoon ook een nieuw soort processor ingebouwd gekregen. De telefoon werd uitgevoerd met een microprocessor en chipset van Nvidia en kreeg daarnaast een NVidia GoForce 4200-GPU ingebouwd voor grafische beeldverwerking.
De telefoon kreeg, kenmerkend bij andere 3G-producten van Motorola, twee camera's meegeleverd, in plaats van de enkele fotocamera die bij de CDMA- en GSM-uitvoeringen werd geleverd. Naast het feit dat een van de meest aantrekkelijke eigenschappen bij de V3-serie, (het dunne design), niet terug te vinden was bij de V3x, was het toch een van de dunste telefoons in de verkoop bij onder andere het Britse 3-netwerk. Daarnaast won de telefoon in 2006 de "Best 3GSM Handset"-prijs op het Mobile World Congress.
In Japan werd de V3x ook uitgebracht als typenummer M702iG in augustus 2006. Deze versie was gelijk aan de V3x, met toevoeging van de IrDA-functionaliteit.

### V3xx
In juli 2006 werd door Motorola de RAZR V3xx aangekondigd. De telefoon werd uitgevoerd als HSDPA- en EDGE-compatibel 3G (categorie 5/6 (3.6 MBit/s))-toestel. Naast het feit dat de telefoon toch weer veel uiterlijke kenmerken had van de V3i, kreeg de telefoon ook een aantal verbeteringen mee. Zo had Motorola een verbeterde 1,3 megapixelcamera erin geplaatst (in plaats van de 1,23 megapixel), 50 MB interne opslagcapaciteit en ondersteuning voor microSD en bluetooth A2DP. Net als de V3x, werd de V3xx uitgevoerd met extern scherm en een met hogere resolutie (240x320 pixels) uitgevoerd primair QVGA-scherm.
De telefoon werd uitgevoerd met een GoForce 4800 GPU van NVidia, dat in staat was om 3D-beelden te verwerken op basis van OpenGL ES-techniek. Naast de snellere GPU had de telefoon ook een snellere CPU aan boord gekregen waardoor ook de algehele afhandeling van bijvoorbeeld 3G-data veel sneller ging. Het trage menu dat typerend was voor de V3-lijn was met de introductie van de V3xx verleden tijd. De nieuwe CPU maakte het ook mogelijk om de telefoon te gebruiken met een USB 2.0-poort voor snellere overdracht van data, ringtones, afbeeldingen en mp3 bestanden. De oudere V3-series werden allen uitgevoerd met USB v1.1.
In tegenstelling tot de V3 en V3i, die beide uitgevoerd werden met quadband-GSM, werd de V3xx geleverd in GSM- en UMTS/HSDPA-uitvoering. In de Verenigde Staten werd de V3xx uitgevoerd in Tri-band-GSM (850 MHz / 1800 MHz / 1900 MHz), en dual-band-UMTS/HSDPA (850 MHz / 1900 MHz). In Europa en Azië werd de telefoon uitgebracht in Tri-band-GSM (900 MHz / 1800 MHz / 1900 MHz) en single-band-UMTS/HSDPA (2,1 GHz).
Net als bij de V3x werd er voor Japan ook een speciale V3xx-versie uitgebracht onder typenummer MS702iS die niet uitgevoerd werd met GSM of HSDPA, maar wel IrDA kreeg. De telefoon werd enkel uitgebracht door NTTDoCoMo.

### RAZR Maxx
De Motorola RAZR Maxx (ook wel de MOTORAZR maxx genoemd) werd uitgebracht aan het einde van 2006 in Europa, en op 27 april 2007 wereldwijd. De Maxx was een upgrade van de populaire V3x-serie en was de tweede telefoon van Motorola met ondersteuning voor HSDPA 3.5G na de V3xx. De Maxx werd uitgevoerd met speciale toetsen voor het bedienen van de muziekspeler, en hield hetzelfde scherpe ontwerp als de RAZR v3 aan.
De RAZR Maxx werd in twee versies op de markt gebracht. De Maxx V6, die geschikt was gemaakt voor de Europese markt, en de Maxx VE, die geschikt was gemaakt voor de Amerikaanse markt (in het bijzonder voor Verizonklanten.)

#### Maxx V6
De Maxx V6 werd uitgevoerd met een betere camera die ondersteuning bood voor led-flash. Het model kreeg een groter (2,2 inch-)scherm meegeleverd. De telefoon was ook in staat om met 15 frames per seconden te videobellen. De Maxx V6 was een telefoon die primair voor de Europese markt gemaakt werd, maar door de vele overeenkomsten van het Aziatische telefoonsysteem en het Australische telefoonssysteem met het Europese systeem werd deze telefoon ook daar geïntroduceerd bij onder andere Telstra en Hutchison 3.

#### Maxx VE
De Maxx VE was een model dat speciaal ontwikkeld was voor de Amerikaanse markt. In het bijzonder voor de Amerikaanse provider Verizon. De maxx VE werd uitgevoerd met EV-DO-techniek in plaats van HSDPA en CDMA2000 1x in plaats van GSM/UMTS. Het toestel was nagenoeg hetzelfde aan de Maxx V6, de VE werd echter uitgevoerd met autofocusfunctie op de camera. Hier stond tegenover dat de V6 wel uitgevoerd werd met secundaire camera, en dat de VE deze functionaliteit niet had.

### MS500W
In februari 2009 werd door Motorola Korea een nieuwe versie van de MS500 aangekondigd genaamd de MS500W. Deze telefoon was de Koreaanse RAZR-opvolger met ondersteuning voor WCDMA en HSDPA. Het toestel kreeg een groter (2,2 inch-)QVGA-scherm, een 1,3 megapixelcamera, bluetooth en ondersteuning voor extern geheugenkaarten mee. Het model werd uitgebracht in een groot aantal kleuren.

### RAZR3 V13
De Motorola RAZR3 V13 (ook wel bekend als de Motorola Ruby) werd wereldwijd gelanceerd in november 2009. Deze telefoon had een aantal verbeterpunten met zich mee ten opzichte van zijn voorganger, de Maxx V6. Zo was de telefoon uitgevoerd met een betere camera (5.0 megapixel), had de camera autofocus, led-flits, en een groter intern geheugen van 303 MB (in vergelijk met de 50 MB van de V6).
In Korea werd de RAZR3 uitgebracht als CDMA-versie met een aanraakscherm.

### Droid RAZR
Lange tijd is het na de introductie van de V13 stil geweest bij Motorola's RAZR-lijn. In augustus 2011 kocht Google het bedrijf Motorola op, wat voor Motorola nieuwe kansen bood in de mobiele markt. Google, als moederbedrijf achter het Androidsysteem, gaf aan te investeren in Motorola en nieuwe modellen op de markt te brengen met het Android-besturingssysteem.
Op 18 oktober 2011 werd na lange tijd van stilte de Droid RAZR geïntroduceerd (in Europa bekend als de Motorola RAZR.) De op Android gebaseerde RAZR werd geïntroduceerd met een aantal grote verbeterpunten en ook een aantal herkenningspunten van de originele RAZR-lijn.
De Droid RAZR (XT910) is een LTE-compatibele 4G-smartphone. De telefoon werd na de introductie op 18 oktober 2011 in New York op de markt geïntroduceerd in november 2011.
Motorola claimde dat de Droid RAZR met 7,1 mm de dunste smartphone ter wereld was. Hierdoor kwam meteen het belangrijkste kenmerk van de RAZR-lijn terug, het flinterdunne ontwerp van de telefoons. Wat niet vermeld werd, is dat de telefoon ook een verdikking heeft waarin de camera zit verwerkt. Op dit punt is de telefoon 11,1 mm. Het toestel is uitgevoerd met een 4,3 inch-super-amoledscherm, uitgevoerd met een Gorillaglasslaag voor bescherming tegen krassen op het scherm.
De telefoon is uitgevoerd met een 1,2 GHz-, ARM Cortex-A9-, dualcore-, OMAP 4430-SoC-processor. De 8 megapixelcamera aan de achterzijde is in staat om op fullhd 1080p op te nemen. De telefoon werd uitgerust met 1 GB aan RAM-geheugen, en werd geleverd met het Android 2.3.5-systeem

## Culturele impact
De RAZR werd door velen gezien als een van de populairste clamshelltelefoons op de markt, mede door de nominaties en prijzen die het toestel gewonnen had. Bij de introductie in 2004 werd het model al als vernieuwend gezien, en stond het met kop en schouders boven de concurrentie uit dankzij zijn flinterdunne ontwerp. De populariteit was ongekend hoog tot het toestel ingehaald werd door de iPhone 3G.
Het toestel had veel aan zijn populariteit te danken aan de vele entertainmentsterren en zakenlieden die de telefoon bij zich droegen. Ook het gebruik in vele tv-series en films zorgde ervoor dat de populariteit van de telefoon immens hoog was in de Verenigde Staten.
Het toestel werd zelfs nog door de spelletjes fabrikant Hasbro uitgebracht als token in het spel Monopoly. Sinds Motorola het toestel op de markt bracht in 2004, werd het vaak gekenmerkt als fashionproduct en een "iconic" telefoontoestel.
De RAZR werd gebruikt in verschillende televisieseries en Hollywoodproducties. Het toestel werd onder andere gebruikt in het derde seizoen van de populaire televisieserie Lost, waarin Jack Shephard gebruik maakte van een RAZR-telefoon. Ook de in Amerika bekende serie Burn notice maakte gebruik van de RAZR-telefoon. Het Amerikaanse NBC gebruikte tijdens een avonturenrealityshow de Motorola RAZR voor communicatie tussen de spelshowhost en de deelnemers.
De productred-versie van de RAZR werd tijdens een show van de bekende Amerikaanse talkshowhost Oprah samen met U2-zanger Bono uitgebracht voor het goede doel. Ook werd er gebruikgemaakt van een grijze V3 RAZR-telefoon tijdens de opnames van het Britse automagazine Top Gear.
Ook in Bollywood was de telefoon relatief populair. Zo werd de telefoon gespot in de film Vettaiyaadu Vilaiyaadu waarin Kamal Hasaan de telefoon gebruikte in de film. Het wereldwijde succes van de telefoon, zoals deze in de Verenigde Staten was, bleef echter uit.

## Reviews
- Motorola RAZR Reviews - CNET.com.au
- Motorola RAZR V3 - Review by The Article Writer
- Motorola RAZR V3m in Pink or Silver - Cell Phone Reviews by 611Connect.com